# Merkin

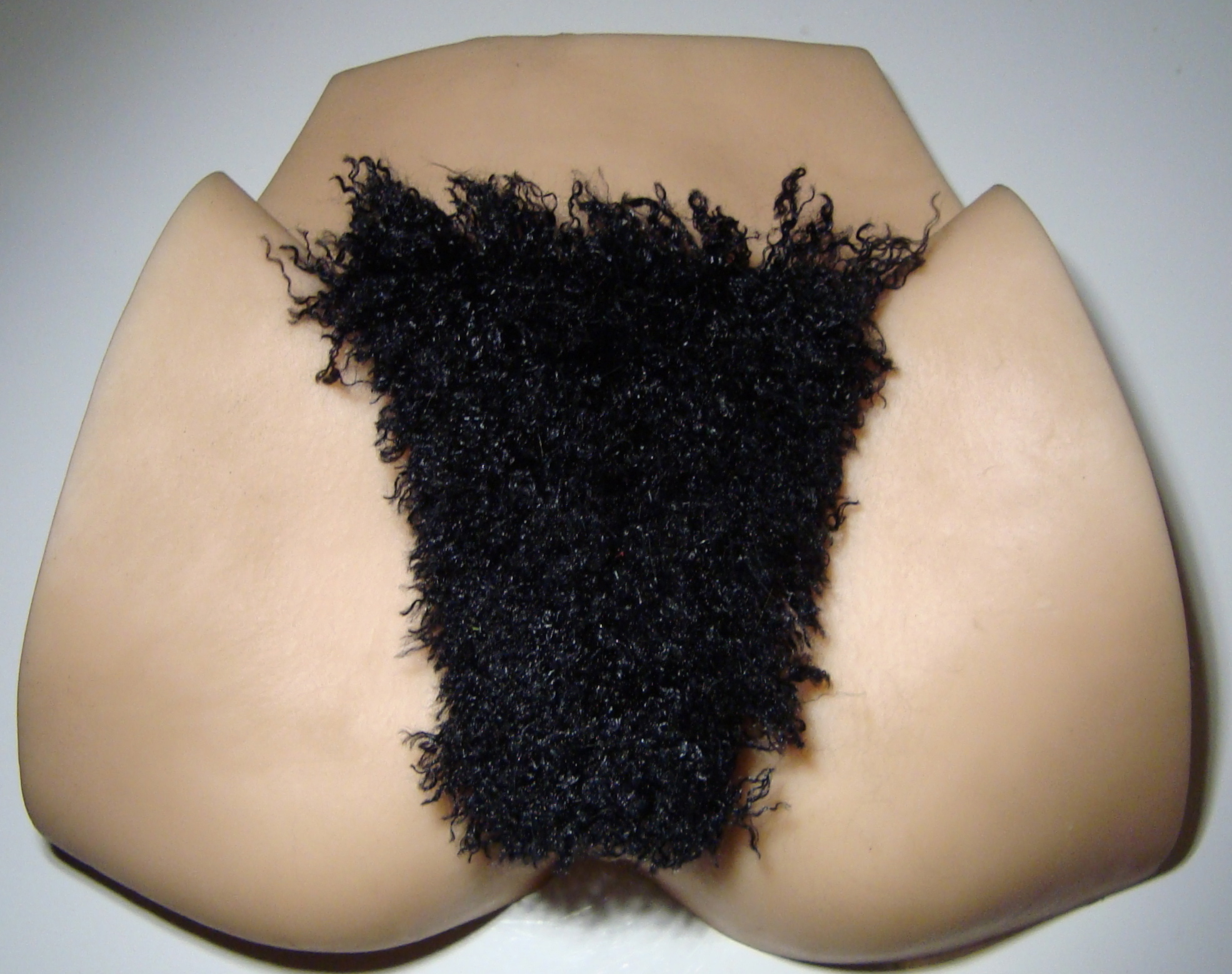
Un merkin

Un merkin és una perruca púbica. Els merkins van ser usats originalment per les prostitutes després d'afaitar-se el seu pèl púbic, i actualment s'utilitzen com a objecte de decoració, objecte eròtic, o en pel·lícules tant per homes i dones.
La versió femenina es fa generalment de pelussa, pèl de castor, lli o alguna versió de tela suau, mentre que la versió masculina es fa generalment de rínxols, cadenes o de metall, i està molt més estretament relacionada amb la bragueta d'armar.

## Història i etimologia
L'Oxford Companion to the Body data l'origen de la perruca del pubis a finals de la dècada del 1450. Segons la publicació, les dones s'afaitaven el pèl púbic per a la higiene personal i per combatre les cabres, i després es ficaven un merkin. A més, les prostitutes es posaven un merkin per encobrir signes de malalties, com la sífilis.
També s'ha suggerit que quan els actors masculins interpretaven papers femenins a l'escenari, es cobririen els seus genitals amb un merkin per a poder passar per dones en escenes de nus.
L'Oxford English Dictionary data el primer ús escrit del terme el 1617. La paraula probablement es va originar a partir «malkin», un terme despectiu per referir-se a una jove de classe baixa, o de «Marykin», una forma d'anomenar Maria a un animal domèstic femella.

## Ús contemporani

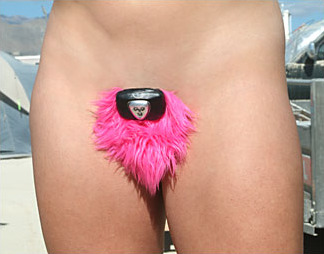
Un merkin utilitzat en el festival Burning Man

En les pel·lícules realitzades en Hollywood, els actors i actrius poden usar merkins per evitar l'exposició involuntària dels genitals durant les escenes de nus o mig nus. Amb el merkin al seu lloc es poden filmar breus escenes de l'entrecuix si es necessari. La presència del merkin protegeix l'actor de realitzar inadvertidament nus totals; alguns contractes requereixen específicament que els mugrons i els genitals estiguin coberts d'alguna manera (com per exemple, amb pasties), que pot ajudar a assegurar que la pel·lícula arribi a una qualificació MPAA menys restrictiva.
Un merkin també pot ser utilitzat quan l'actor té menys pèl púbic del que requereix, com en els extres de ball nu a The Bank Job (2008) Amy Landecker portava un merkin a A Serious Man (2009) en una escena que prenia el sol nu; la depilació brasilera no era comuna en 1967 quan es desenvolupava l'acció de la pel·lícula.
- Lucy Lawless es va preparar per a portar un merkin per a la sèrie de televisió Spartacus: Blood and Sand (2010), però finalment no el va fer servir.[9]
- En una entrevista per la revista Allure, Kate Winslet va relatar com ella es va negar a portar un merkin en la pel·lícula The Reader (2008).[8][10]
- En el São Paulo Fashion Week (SPFW) de 2010, l'empresa de disseny Neon va vestir a una model nua amb plàstic transparent. Segons el dissenyador, la model portava una perruca púbica per fer-la semblar més natural.[11]
- En un comentari d'audio del director de la pel·lícula The Girl with the Dragon Tattoo (2011), el director David Fincher va discutir com l'actriu Rooney Mara hauria d'utilitzar un merkin després que ella li va suggerir que el personatge que interpretaria en la pel·lícula era una pèl-roja natural al llibre i ella tenia tenyit el seu pèl de negre. En conseqüència, el merkin que va portar es va fer en el color vermell. Per al llançament de la pel·lícula al Japó, Fincher va declarar: «Crec que al Japó vam haver de posar un mosaic sobre ella, perquè els pubis falsos es consideren ... desagradables».[12][13]
- En la pel·lícula Dr. Strangelove (1964), de Stanley Kubrick, el personatge del President dels Estats Units, interpretat per Peter Sellers, és calb i s'anomena «Merkin Muffley».[14]